# Xanthorhoe rubens
Xanthorhoe rubens là một loài bướm đêm trong họ Geometridae.